# Formule du Coca-Cola

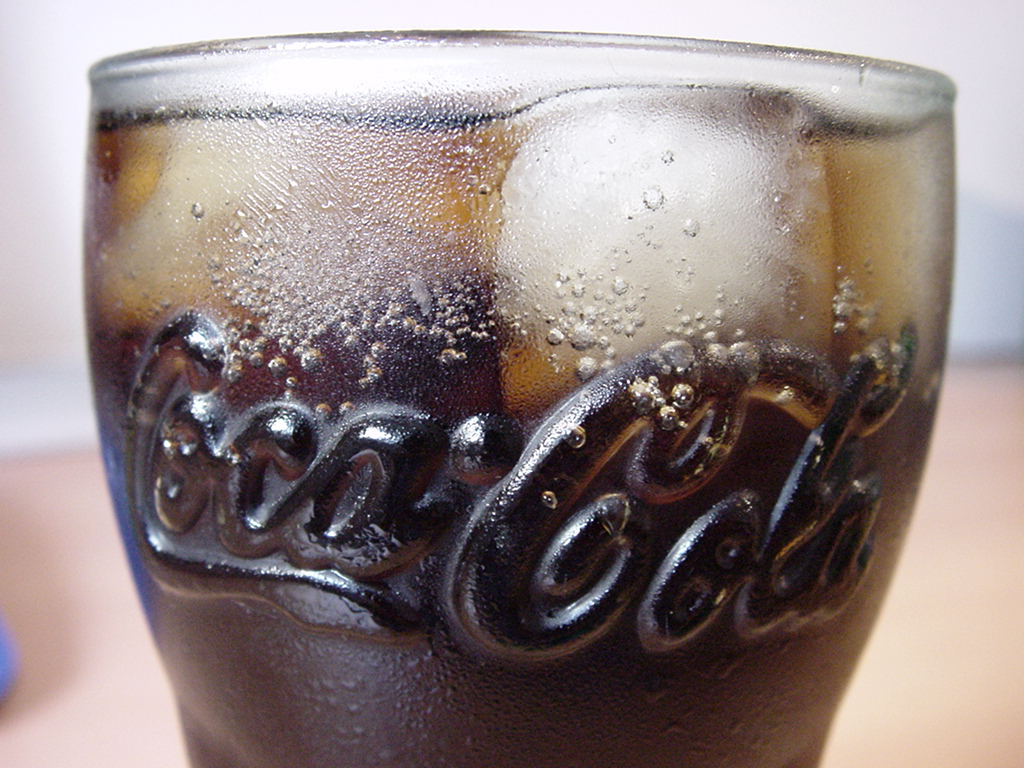
Un verre de Coca-Cola servi avec des glaçons.

La formule du Coca-Cola est une recette secrète de la Coca-Cola Company inventée par John Pemberton et permettant de produire du sirop de Coca-Cola, que les embouteilleurs combinent ensuite avec de l'eau gazeuse. À des fins publicitaires, de marketing et de propriété intellectuelle, Robert W. Woodruff a eu comme idée de présenter la formule comme un secret commercial connu seulement de quelques employés. Elle n'est de fait pas brevetée.

## Ingrédients

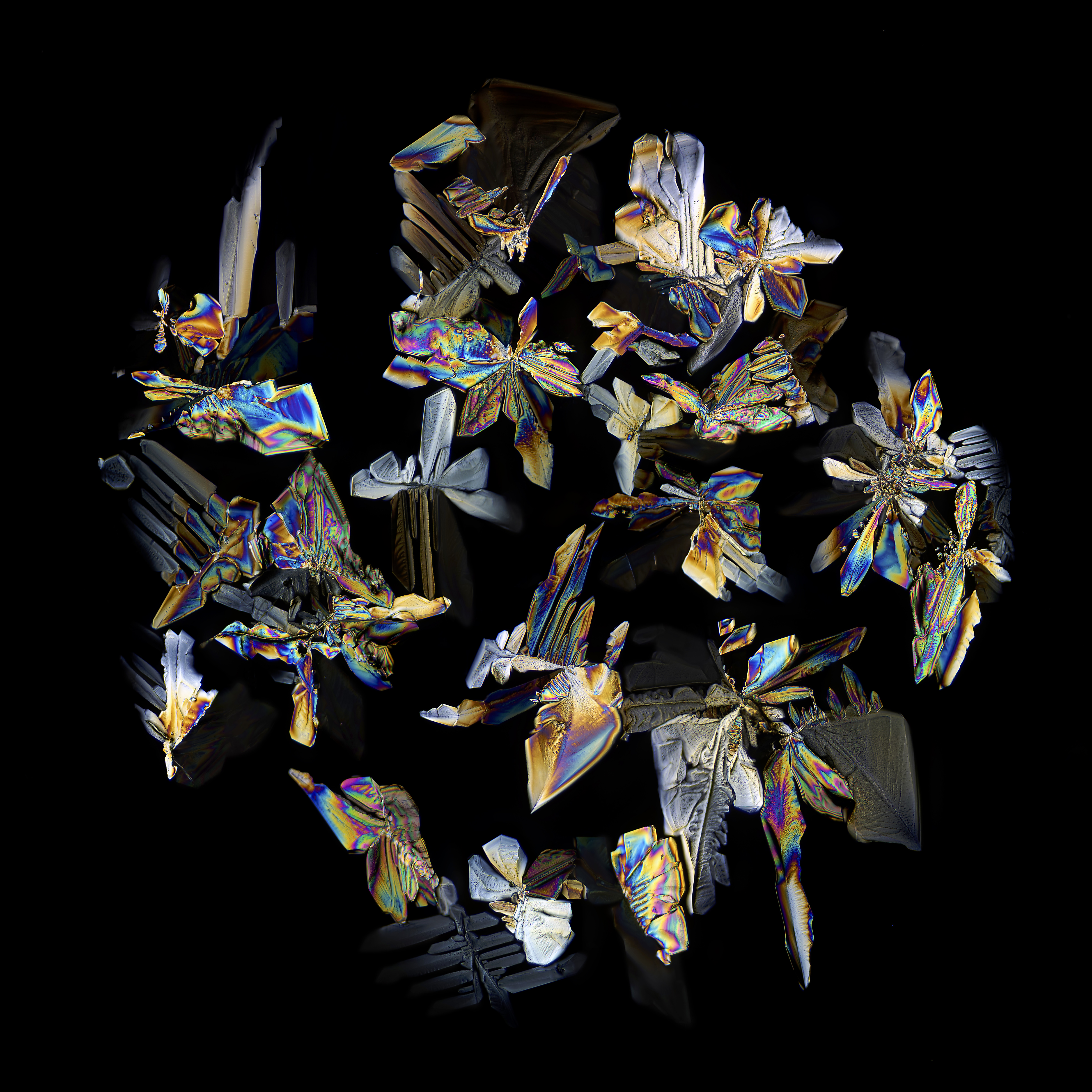
Goutte de Coca-cola séchée observée au microscope. Les cristaux visibles sur l'image sont principalement du sucre.

Du sirop de maïs à haute teneur en fructose ou de la saccharose sont les principaux ingrédients : dans une bouteille de 600 ml de Coca-Cola, il y a l'équivalent approximatif de quinze cuillères à café de sucre. Contrairement à ce qui est impliqué par le nom « cola », le Coca-Cola ne contient pas d'extrait de noix de kola. Comme la recette ne contient pas de kola, les goûts principaux proviennent d'extraits de vanille et de cannelle, avec des traces d'orange, de citron et de citron vert, ainsi que d'autres épices comme la muscade.

## Histoire

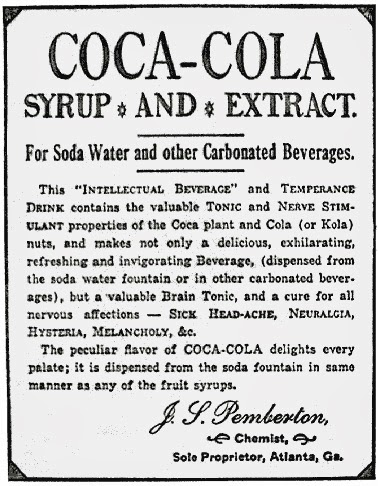
Publicité Coca-Cola, 1886

Le Coca-Cola est l'une des centaines de boissons à base de coca qui vantait avoir des vertus médicinales ; au début de sa commercialisation, le Coca-Cola était vendu comme solution apaisante des maux de tête et agissant comme un « tonique pour le cerveau et pour les nerfs »,. On employait à l'origine des feuilles de coca dans la préparation, et la petite quantité de cocaïne présente dans le produit était de fait effectivement stimulante. Coca-Cola retira la cocaïne de la formule à partir de 1903, en y substituant la caféine comme le stimulant ; c'est aussi à cette époque que les allégations médicinales du Coca-Cola furent abandonnées,,.
Le Coca-Cola contenait originellement un peu d'alcool, mais la Prohibition interdisant l'alcool a conduit à son remplacement par du sucre.
La coca (la plante) resterait un ingrédient employé dans la formule : on pense que les feuilles de coca sont importées du Pérou, puis traités par l'entreprise de chimie américaine Stepan, qui vend les résidus décocaïnés à Coca-Cola. The Coca-Cola Company se refuse à tout commentaire sur la véracité ou non de l'utilisation de feuilles de coca, se cachant derrière la nature secrète de la formule,.
En 1911, les États-Unis poursuivirent l'entreprise Coca-Cola grâce au Pure Food and Drugs Act, pour la forcer à supprimer la caféine du sirop de Coca-Cola ; le gouvernement affirmait que la caféine était dommageable pour la santé. Les États-Unis perdirent le procès, mais la décision fut partiellement inversée en 1916 en appel du procès auprès de la cour suprême,. Pour éviter de futurs litiges, la société Coca-Cola régla tous les frais de justice et accepta de réduire la quantité de caféine dans son produit,.

## Variations de la formule aux États-Unis
Aux États-Unis, Coca-Cola utilise principalement du sirop de maïs à haute teneur en fructose comme sucrant, ayant abandonné le saccharose de la canne à sucre dans les années 1980.

### Formule de Pâque
Le Coca-Cola, dans sa formulation habituelle, a d'abord été certifié casher en 1935 par le rabbin Tobias Geffen, quand de la glycérine végétale a remplacé le suif de bœuf. Mais du fait que le Coca-Cola vendu aux États-Unis est généralement sucré à l'aide de sirop de maïs, qui est kitniyot selon la définition de la loi casher, les juifs ashkénazes ne peuvent pas en boire pendant la Pâque en raison de leur tradition d'abstinence du maïs et de la plupart des autres céréales pendant cette période. Même si les juifs séfarades peuvent en boire, le Coca-Cola classique n'est pas étiqueté casher pour la Pâque, afin d'éviter toute confusion. Dans les semaines précédant la Pâque, des bouteilles spéciales sont disponibles dans certains marchés desservant d'importantes populations juives aux États-Unis. Ces éditions spéciales sont réalisées à base de vrai sucre afin d'être certifiées casher pour la Pâque.
Dans la plupart des cas, ce Coca-Cola est vendu en bouteilles de deux litres avec un bouchon jaune ou blanc affichant la certification de l'union orthodoxe ou du conseil rabbinique. Au Canada, les étiquettes de ces bouteilles affichent la certification, annotée « pour la Pâque » ou « Casher pour la Pâque », mais utilisent les bouchons rouges habituels.

### La formule New Coke
En avril 1985, la compagnie a brièvement remplacé la formule du Coca-Cola par une appelée « The new taste of Coke ». Cette nouvelle formule n'a pas été bien reçue, et après quelques années, elle a finalement été retirée du marché. Elle a été remplacée par une légère variation de l'ancienne recette (la principale différence est le passage de la canne à sucre au sirop de maïs à haute teneur en fructose). Cette recette appelée « Coca-Cola Classic » aux États-Unis fut renommée simplement « Coke » en 2009.

### La formule de Cleveland
La Coca-Cola Bottling Company of Cleveland, qui fournit également une partie de la Pennsylvanie, n'a jamais basculé vers le sirop de maïs et continue donc aussi à vendre du Coca-Cola produit à base de sucre.

## Variations de la formule selon les pays
Le Coca-Cola n'est pas produit selon la même recette dans les différents pays dans lesquels il est vendu. Le taux et le type de sucre est notamment un des principaux changements. Malgré les publications dans la presse, les déclarations de la marque indiquent que le Coca-Cola a  le même goût dans tous les pays où il est distribué et que « La notion de goût est une appréciation subjective qui peut toutefois être perçue différemment selon la température à laquelle le produit est consommé, les aliments qui l’accompagnent, s’il est servi avec des glaçons dont l’eau est plus ou moins chlorée et enfin l’âge du produit. »

### La formule mexicaine
Aux États-Unis, certains importaient du Coca-Cola produit au Mexique, car il utilisait encore du sirop de canne à sucre à la place de celui de maïs. Ces bouteilles étant produites à l'extérieur du réseau officiel de Coca-Cola aux États-Unis, elles n'étaient pas étiquetées conformément aux règles de la FDA. Remarquant le succès de ce produit dans les épiceries locales et des grandes chaînes comme Costco, Coca-Cola a officiellement commencé l'importation de Coca-Cola produit au Mexique avec un étiquetage adéquat,.

## Les propositions de formules à la recette secrète

### La dernière recette de Pemberton
Cette recette est attribuée à un journal détenu par l'inventeur du Coca-Cola, John S. Pemberton, juste avant sa mort en 1888,.
Ingrédients :
- 28 g de citrate de caféine ;
- 85 g d'acide citrique ;
- 30 ml d'extrait de vanille ;
- 946 ml de jus de lime ;
- 71 g d'« arôme » (qui est en fait la « Merchandise 7X ») ;
- 14 kg de sucre ;
- 118,3 ml d'extrait de feuilles de coca (essence de parfum de feuille de coca) ;
- 9,5 litres d'eau ;
- du caramel en quantité suffisante pour donner de la couleur.

« Mélanger l'acide de caféine et le jus de lime dans l'eau bouillante, ajouter la vanille et l'arôme quand le mélange est froid. »
Arôme (Merchandise 7X) :
- 1 quart de gallon US d'alcool ;
- 80 huile d'orange ;
- 40 huile de cannelle ;
- 120 huile de citron ;
- 20 huile de coriandre ;
- 40 huile de noix de muscade ;
- 40 huile de néroli.

« Laisser reposer 24 heures. »
Cette recette ne précise pas quand ou comment les ingrédients sont mélangés, ni la signification de la mesure d'« huile » pour l'assaisonnement. C'était commun dans les recettes à l'époque, car il a été entendu que les préparateurs connaissaient la méthode[réf. nécessaire].

### La recette de Reed
Cette recette est attribuée au pharmacien John Reed,.
- 14 kg de sucre ;
- 7,6 litres d'eau ;
- 950 ml de jus de lime ;
- 110 g de citrate de caféine ;
- 57 g d'acide citrique ;
- 30 ml d'extrait de vanille ;
- 22,18 ml d'extrait fluide de noix de kola ;
- 22,18 ml d'extrait fluide de feuille de coca.

### La recette de Merory
La recette est extraite de Food Flavorings: Composition, Manufacture and Use. Elle permet de faire un gallon US (3,8 litres) de sirop, qui permet d'obtenir environ 25 litres de Coca-Cola.
- Mixer 2,3 kg de sucre avec juste suffisamment d'eau pour le dissoudre complètement (du sirop de maïs à haute teneur en fructose peut être utilisé à la place de la moitié du sucre) ;
- Ajouter 35 g  de caramel, 3 g de caféine, et 11 g d'acide phosphorique ;
- Extraire la cocaïne de 1,1 g de feuille de coca (la variante Truxillo est préférée) avec du toluène ; se débarrasser de la cocaïne ;
- Tremper les feuilles de coca et les noix de cola (toutes deux réduites en poudre fine) dans de l'alcool à 20° ;
- Du vin blanc californien concentré à 20° était utilisé jusqu'en 1909, mais Coca-Cola le remplaça par un simple mélange eau/alcool ;
- Après absorption, jeter la coca et le kola, et ajouter le liquide au sirop ;
- Ajouter 28 g de jus de lime (un ancien élément, que Coca-Cola dénie maintenant) ou une solution de substitution à base d'eau, d'acide citrique et de citrate sodium ;
- Mélanger :
  - 0,44 g d'huile essentielle d'orange ;
  - 0,18 g d'huile essentielle de cassia (cannelle chinoise) ;
  - 0,89 g d'huile essentielle de citron ;
  - 0,71 g d'huile essentielle de muscade ;
  - selon l'envie, une touche d'huiles essentielles de coriandre, de néroli, et de lavande.
- ajouter 2,8 g d'eau au mélange d'huiles et laisser reposer pendant vingt-quatre heures à 16 °C, une couche trouble devrait se séparer ;
- Garder seulement la partie claire et l'ajouter au sirop ;
- Ajouter encore 20 g de glycérine (d'origine végétale si possible, afin que la boisson soit consommable par les juifs et les musulmans qui observent leurs restrictions religieuses) et 0,53 g d'extrait de vanille ;
- Ajouter de l'eau (traitée au chlore) pour obtenir un gallon de sirop.

## Sécurité physique de la recette secrète
Après que le Dr. John S. Pemberton inventa le Coca-Cola en 1886, la formule a été gardée dans un grand secret, partagée qu'à un petit groupe de personnes et jamais recopiée par écrit, selon la légende entretenue par Coca-Cola. En 1891, Asa Candler devient l'unique propriétaire de Coca-Cola après avoir acheté les droits de l'entreprise.
En 1919, Ernest Woodruff et un groupe d'investisseurs rachète la société à Candler et sa famille. Pour financer cet achat, Woodruff a contracté un très gros emprunt, et fourni la formule comme garantie à la Bank of New York, qui l'a gardée dans un coffre-fort jusqu'à ce que le prêt fut remboursé, en 1925. Quand Woodruff la récupéra, il la rapporta à Atlanta et la plaça dans la Trust Company Bank, aujourd'hui SunTrust Banks, où elle est restée jusqu'en 2011. Selon un reportage de BFM en 2018, c'est une légende inventée par Robert Woodruff.
Le 8 décembre 2011, la Coca-Cola Company organise une cérémonie durant laquelle la formule a été déplacée de la SunTrust Banks à un coffre-fort faisant partie de l'exposition interactive au World of Coca-Cola à Atlanta.
En réalité, la recette n'est pas secrète, et l'utilisation de la chromatographie permet d'identifier les ingrédients. En théorie, un laboratoire serait ainsi en mesure de  reproduire la recette du Coca-Cola.